# Sacrario di Cristo Re
Il sacrario di Cristo Re è un edificio religioso di Messina.

## Storia

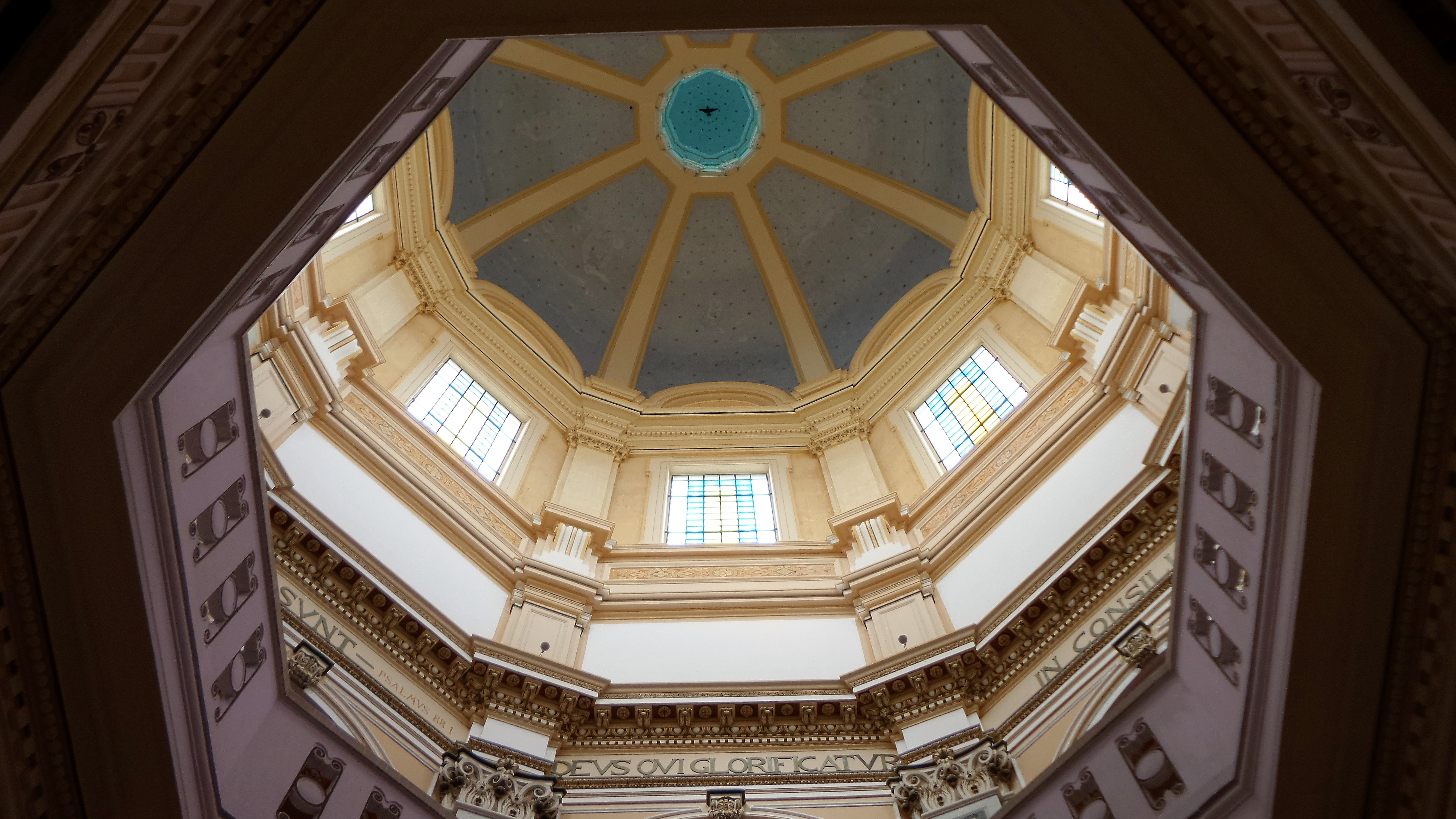
Interno cupola.

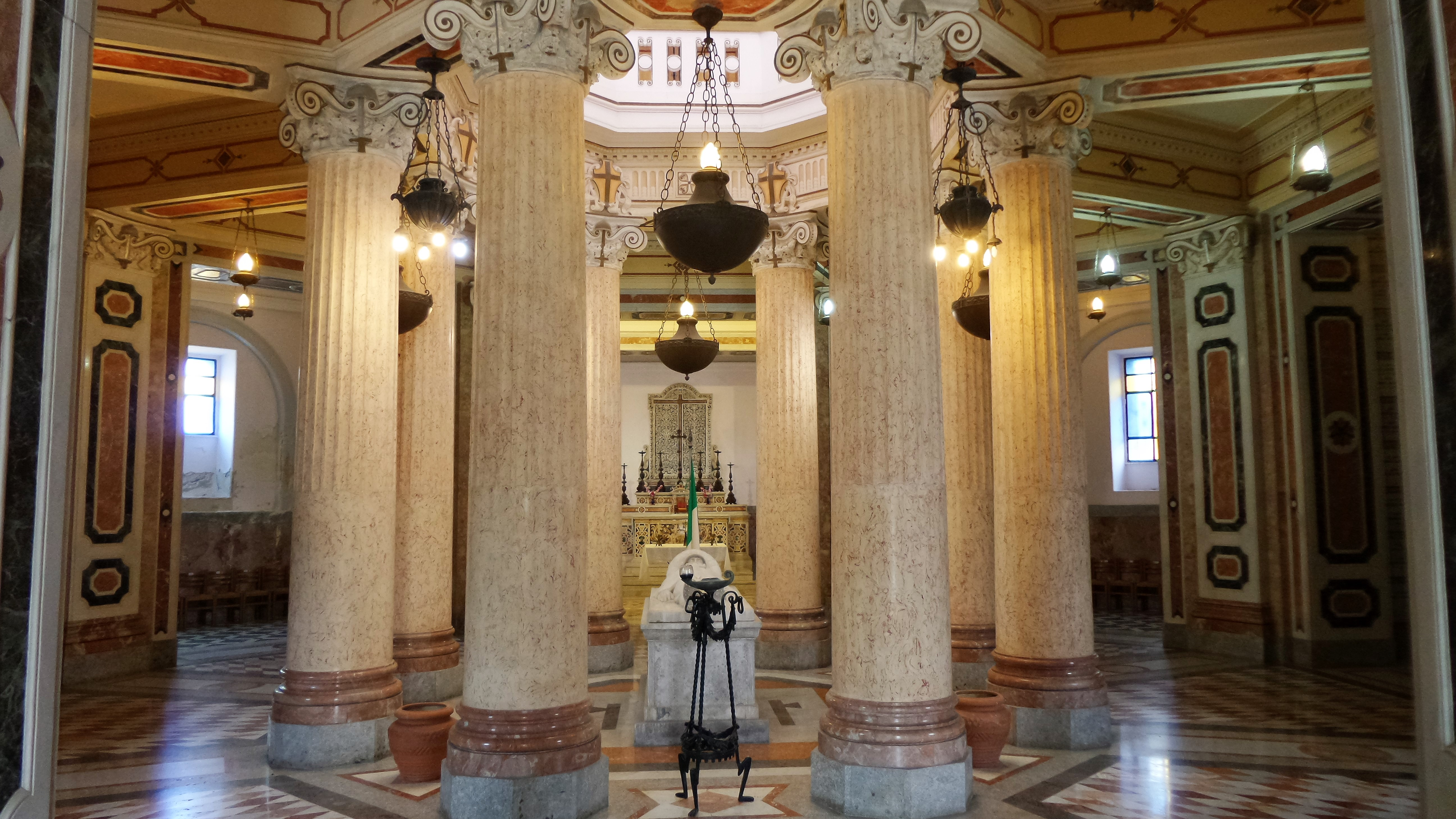
Ottagono.

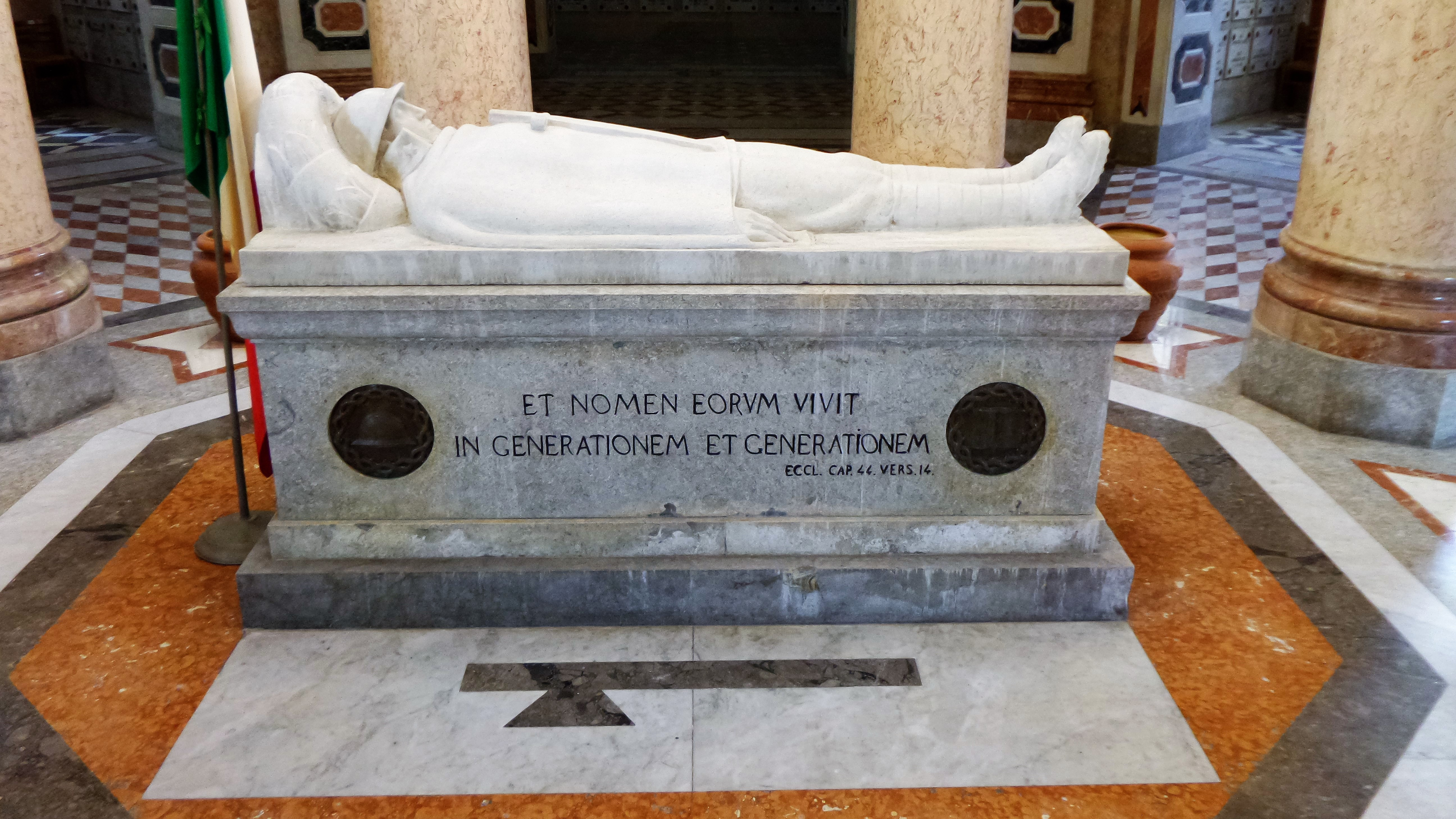
Sacello.

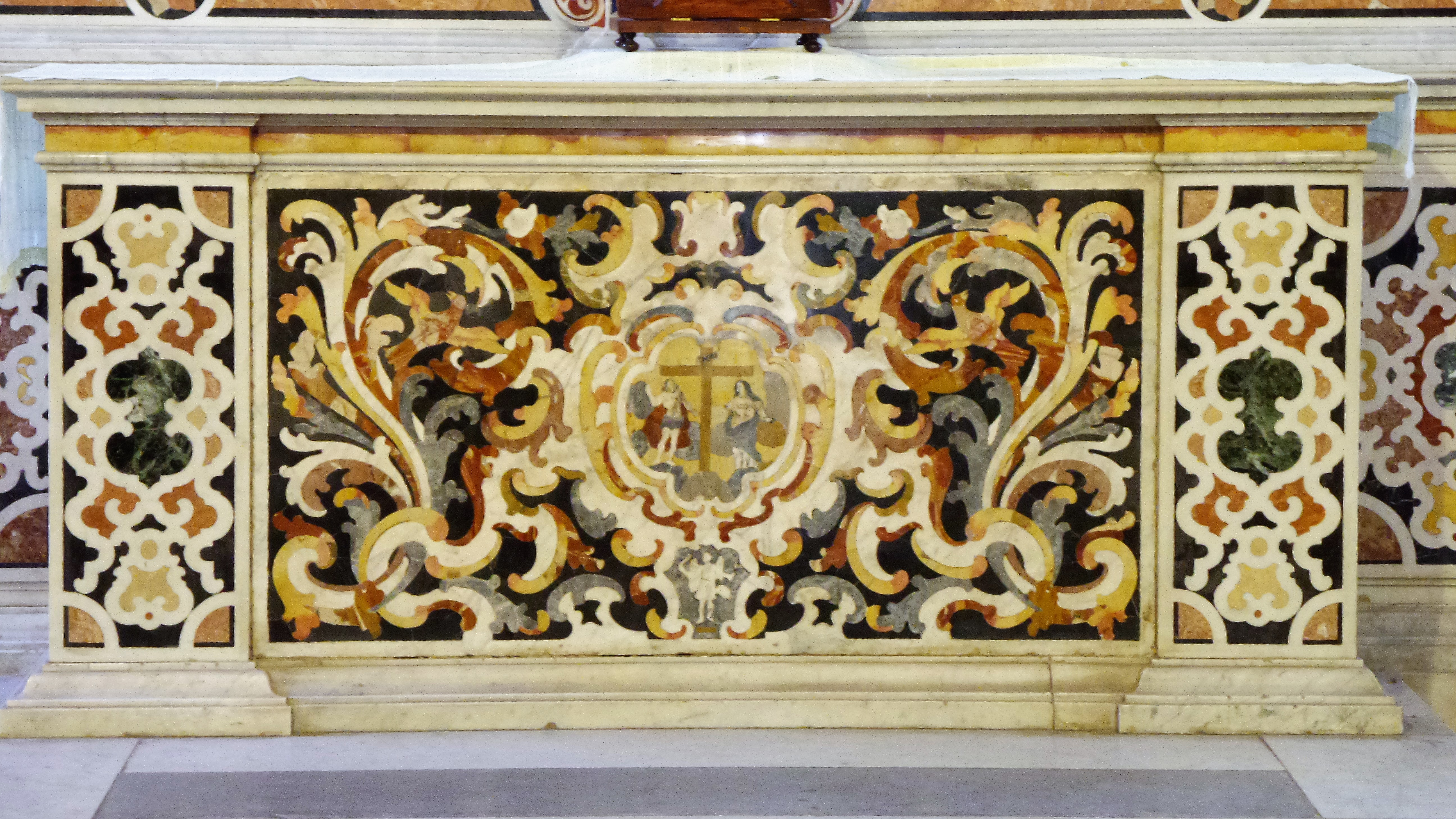
Paliotto.

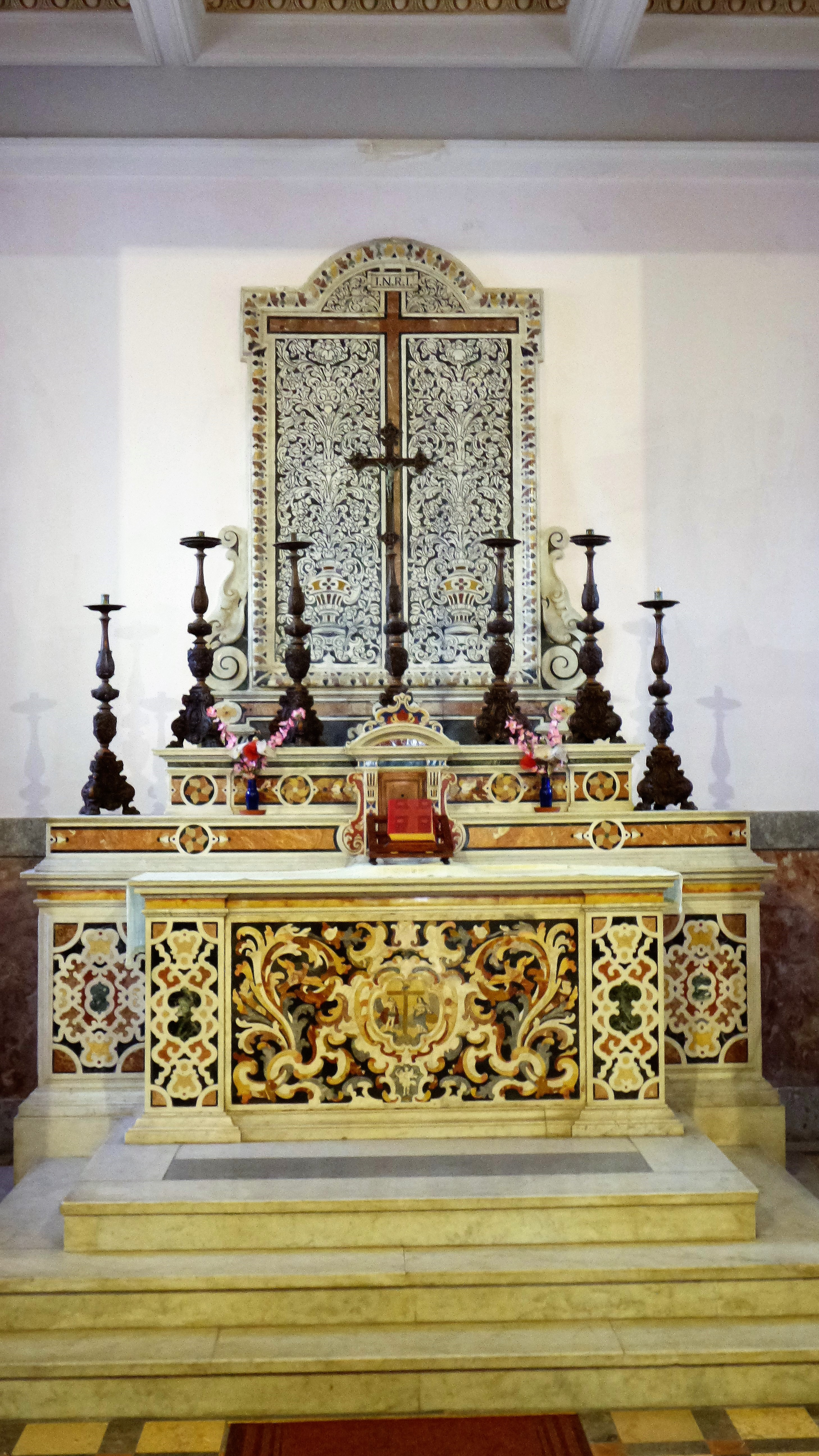
Altare.

### Medioevo
Al tempo del Gran Conte Ruggero I è documentato come opera maestosa e regale: egli si prodigò a restaurarlo e ingrandirlo ulteriormente, erigendo le torri quadrate e quella ottagonale, provvista di scala a chiocciola, la campana e il pennone ove issare lo stendardo degli Altavilla.
Fra gli ospiti della struttura Riccardo I Cuor di Leone, fratello di Giovanna Plantageneta e cognato del Re di Sicilia Guglielmo II d'Altavilla. Questi ultimi contrassero matrimonio il 10 febbraio 1177, Giovanna fu incoronata regina di Sicilia, nella Basilica Metropolitana Primaziale Cattedrale di Palermo il 13 febbraio 1177.
La Rocca fu spesso dimora di Riccardo nei suoi frequenti passaggi, soprattutto durante la terza crociata, quando soggiornò in città prima di continuare il suo viaggio verso la Terra santa (settembre 1190 / aprile 1191).
Verosimilmente, in attesa di proseguire verso il Santo Sepolcro, il re avrebbe edificato o rinforzato la fortezza per tenere a freno i "Greci" messinesi, che non vedevano di buon occhio la sua presenza in città per le sue note attività repressive, specialmente verso gli ebrei e ancor più verso gli islamici. Al re è attribuito un massacro di cittadini messinesi, nell'assoluta indifferenza di Filippo Augusto di Francia, anch'egli presente in città, e di Tancredi d'Altavilla re di Sicilia, che si accontentò di diplomatiche scuse.
Nel particolare contesto storico la sorella Giovanna, rimasta vedova da circa un anno del re di Sicilia Guglielmo II il Buono, era rinchiusa nel castello della Zisa in Palermo, senza che le fosse restituita la dote. Riccardo chiese al nuovo re, Tancredi, la liberazione della sorella e la restituzione di tutta la dote. Tancredi liberò Giovanna e restituì solo una parte della dote, per cui Riccardo, adirato, occupò Messina e fece costruire una torre di legno che fu detta Mata Grifone (Ammazza greci). Tancredi si presentò con le sue truppe, ma preferì l'accordo: consegnò a Giovanna altre 20.000 once d'oro e, in cambio dell'alleanza di Riccardo, lo indennizzò con altrettante 20.000 once d'oro.

### Epoca tra il XII e il XIII secolo
Negli anni della Dinastia sveva del Regno di Sicilia, la struttura è documentata come una poderosa fortezza. Allo scoppio della guerra del Vespro gli Angioini di stanza a Messina si rifugiarono all'interno delle sue mura, ottenendo in seguito il permesso di lasciare illesi la città.
Nel 1284 fu tenuto prigioniero nella torre Carlo II d'Angiò detto "lo Zoppo"; lo stesso anno ospitò la regina Costanza II di Sicilia.

### Epoca tra il XIII ed il XVI secolo
Grossi lavori di ampliamento del castello, divenuto intanto residenza regale, furono eseguiti nella prima metà del XV secolo mentre regnava Ferdinando d'Aragona, detto il Cattolico, ultimo rappresentante dei Trastàmara. Altre torri furono erette in questo frangente, come attesta l'iscrizione di una delle torri superstiti.

### Epoca contemporanea

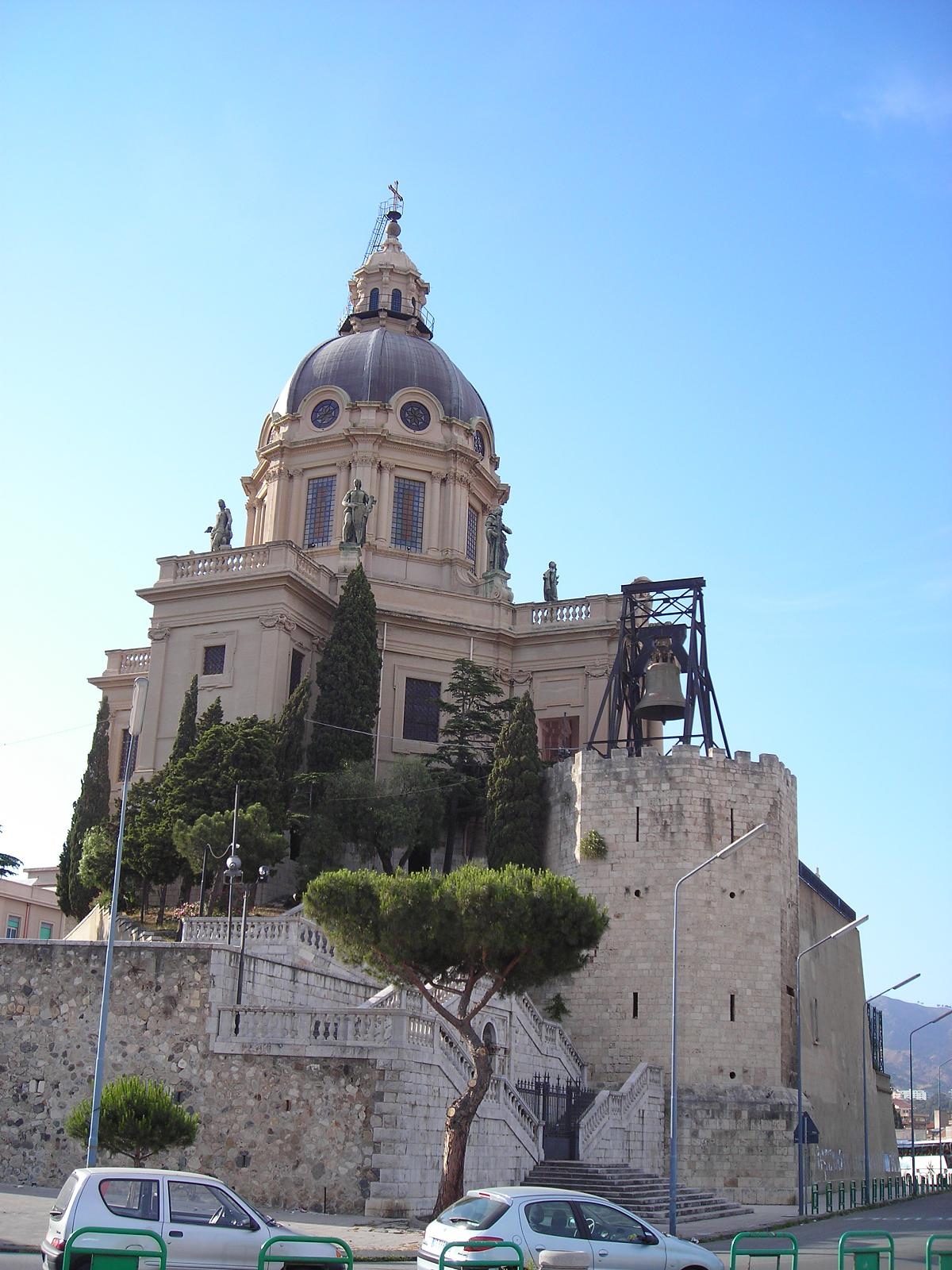
Il sacrario e la grande campana bronzea

Il tempio fu edificato sui resti del castello di Matagrifone del quale è pervenuta, inglobata alla base, una delle torri. Progettato da Giovanni Battista Milani nel 1937, troneggia sulla città con la sua grande cupola e le sue forme richiamano l'architettura del messinese Filippo Juvarra, in particolare la basilica di Superga sul colle omonimo a Torino.

## Architettura
L'edificio è stato realizzato in stile barocco e si presenta a forma ottagonale irregolare con una grande cupola segnata da otto costoloni, alla base dei quali ci sono otto statue di bronzo di Teofilo Raggio, raffiguranti: le tre virtù teologali Fede, Speranza e Carità; le quattro virtù cardinali Prudenza, Giustizia, Fortezza e Temperanza; l'allegoria della Religione, che le comprende tutte. Sulla cupola si sovrappongono una lanterna alta sei metri, una palla del diametro di un metro e sopra di tutto una croce.
Nella scalinata d'ingresso è collocata la statua di Cristo Re, opera eseguita da Tore Edmondo Calabrò. Sul portale le allegorie dell'Europa e di Messina.
Il sacrario custodisce i resti di 1288 caduti del secondo conflitto mondiale: 161 gli ignoti, gran parte dei quali uccisi durante la difesa della Sicilia, e 110 caduti nel primo conflitto mondiale. 
- Il tempio superiore ha un altare barocco, una cappella dedicata alla Vergine e un balcone ottagonale con vista sul tempio inferiore.
- Il tempio inferiore ha colonne doriche con capitelli corinzi disposte intorno a un ottagono; al suo interno, in posizione centrale e visibile dal livello superiore, è collocato un sarcofago marmoreo sul quale è distesa una figura di soldato, opera di Antonio Bonfiglio. Una lapide ricorda i marinai caduti nella battaglia navale di Punta Stilo del 9 luglio 1940. Nelle pareti, migliaia di loculi ospitano i resti dei caduti delle due guerre mondiali.

Sulla torre ottagonale è collocata una campana col diametro di 2,80 metri, pesante 130 quintali, ricavata dalla fusione del bronzo dei cannoni nemici sottratti nella guerra del 1915-18: è la terza campana d'Italia per grandezza e ogni sera, al tramonto, i suoi rintocchi ricordano i Caduti di tutte le guerre.. Dal belvedere antistante, intitolato a Giovanni Angelo Montorsoli, si gode il panorama dello Stretto e della città.